# Föderaler Krieg

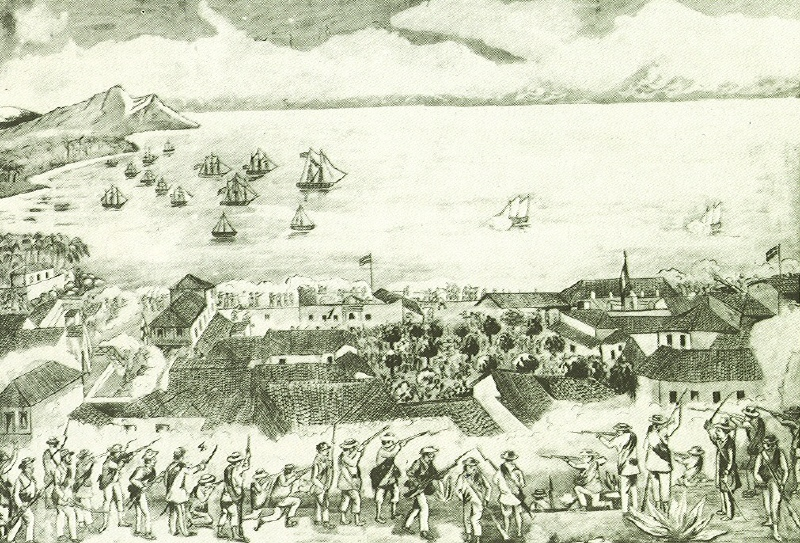
Schlacht von Maiquetía, 1859

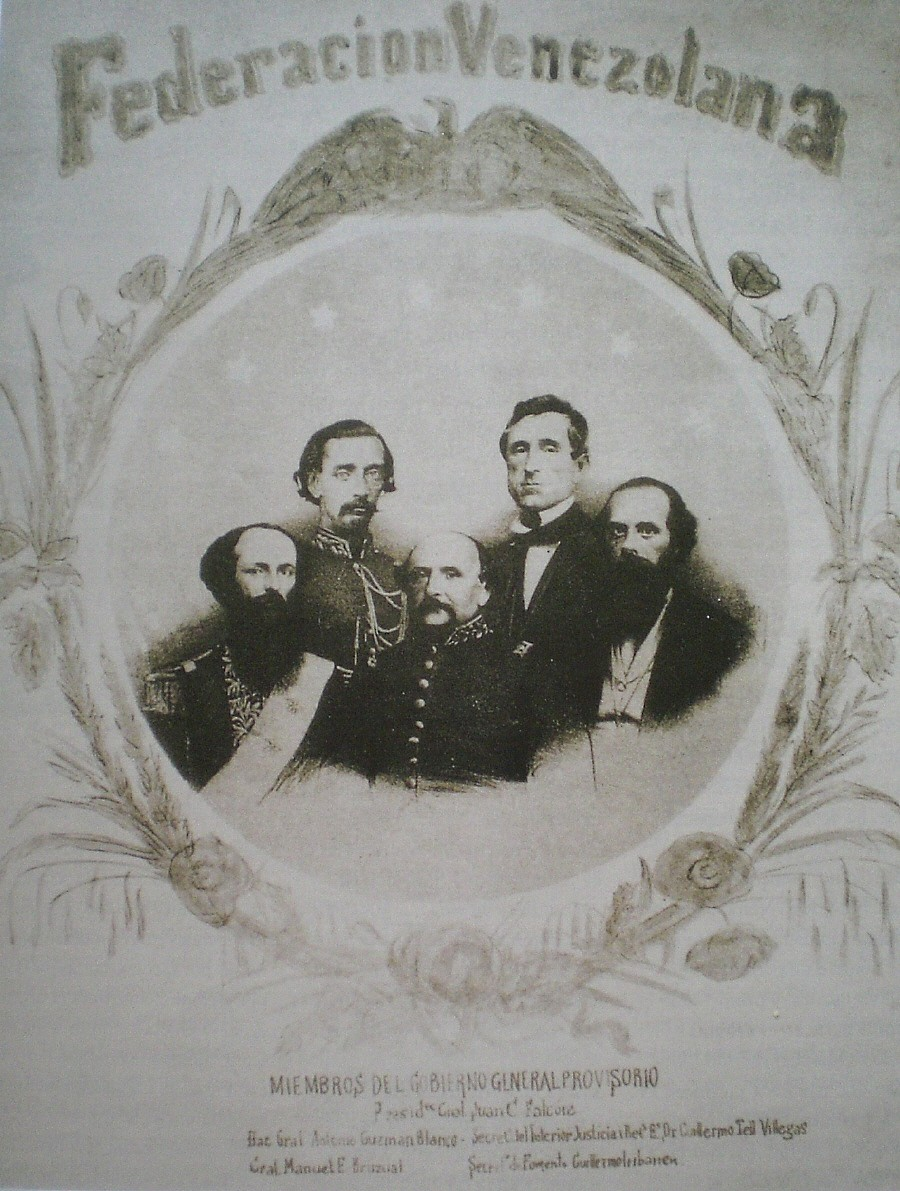
Plakate nach dem Sieg der Föderalisten. In der Mitte: Juan Crisóstomo Falcón. Links: Antonio Guzmán Blanco. Rechts: Guillermo Tell Villegas. Hinten: Manuel Ezequiel Bruzual, Guillermo Iribarren.

Der Föderale Krieg (Guerra Federal, Fünfjahrekrieg oder Langer Krieg) (1859–1863) war der längste und zerstörerischste Bürgerkrieg in Venezuela nach dem Unabhängigkeitskrieg. Er war der blutige Tiefpunkt des die venezolanische Geschichte im 19. Jahrhundert prägenden Machtkampfes zwischen den beiden großen Fraktionen innerhalb der Führungsschicht des Landes: den Konservativen und den Liberalen.
Während des Krieges wurden die Liberalen meist als Föderalisten bezeichnet, weil sie für die Autonomie der Provinzen kämpften.
Der Föderale Krieg erfasste nicht das ganze Land. Die Kampfhandlungen fanden vorwiegend in den venezolanischen Llanos statt und an zweiter Stelle in den jetzigen Bundesstaaten Lara, Falcón, Carabobo sowie in einigen Regionen im Osten. Zulia, Guayana und die Andenregion blieben verschont. Dies wirkte langfristig nach: Die nicht betroffenen Landesteile entwickelten sich wirtschaftlich und kulturell, die verwüsteten Gegenden blieben zurück.

## Vorgeschichte
Ausgelöst wurde der Krieg durch den Zerfall der staatlichen Ordnung nach dem Sturz von Präsident José Tadeo Monagas im März 1858, bei dem das Zusammenwirken von Konservativen und Liberalen deren wechselseitige Abneigung nur kurzzeitig überbrückt hatte. Eine im August 1858 aufgedeckte liberale Verschwörung gegen die Regierung, nach dem Ort Galipán (nördlich von Caracas) zuweilen als Galipanada bezeichnet, wurde allgemein als Indiz dafür verstanden, dass rivalisierende Caudillos begonnen hatten, Koalitionen für die erwartete militärische Auseinandersetzung zu schmieden.

## Verlauf des Krieges

### 1859
Am 20. Februar 1859 besetzte Oberstleutnant Tirso Salaverría in einem Handstreich den Militärstützpunkt in Coro und gab damit das Signal zum Aufstand der Föderalisten. Zu einer ersten größeren Schlacht kam es am 10. Dezember 1859 nahe Santa Inés (bei Barinas). Dabei siegten die Föderalisten unter Führung von General Ezequiel Zamora. Zamora konnte seine Kontrolle der Llanos festigen und den Vormarsch der Liberalen gen Norden vorbereiten.

### 1860
Zamoras Truppen belagerten im Januar 1860 eine Woche lang die Stadt San Carlos. Dabei fiel Ezequiel Zamora am 10. Januar 1860. Die Föderalisten mussten die Belagerung abbrechen.
Nach dem Tod Zamoras übernahm sein Schwager, General Juan Crisóstomo Falcón, das Kommando über die Truppen der Aufständischen. Da diese nach dem vergeblichen Angriff auf San Carlos geschwächt waren, entschied sich Falcón, eine Schlacht zu vermeiden und Verstärkung durch ein Kontingent unter General Juan Antonio Sotillo abzuwarten. Die Regierungstruppen unter General Febres Cordero setzten Falcón nach. Bei Coplé, einer Kreuzung zwischen Calabozo, Camaguán und Guayabal, kam es am 17. Februar 1860 zur Schlacht, bei der die Regierungstruppen siegten.
Gleichwohl gelang es den geschlagenen Föderalisten, sich geordnet zurückzuziehen. Falcón änderte seine Strategie: Guerillakrieg anstelle offener Feldschlachten. Auf Reisen nach Kolumbien und in die Karibik, u. a. nach Haiti, suchte und fand er Hilfe, um den Krieg fortsetzen zu können.

### 1861
Falcón kehrte im Juli 1861 nach Venezuela zurück. Die Föderalisten konsolidierten ihre Stellungen, so dass ihre Einheiten mehr und mehr Vorstöße gegen die Regierungstruppen wagen konnten. Im Dezember 1861 kam es zu ersten Friedensverhandlungen, die jedoch ergebnislos blieben.

### 1862
Im Verlauf des Jahres 1862 errangen die Föderalisten mehrere Siege, nämlich bei Pureche, El Corubo und Mapararí. Vorentscheidend war die Schlacht
am 26. und 27. Dezember 1862 bei Buchivacoa (12 km südlich von Capatárida), bei der die Armee der Föderalisten unter Führung von Juan Crisóstomo Falcón die Armee der Konservativen besiegte und infolgedessen auf Coro vorrücken konnte.

### 1863
Die Regierungstruppen waren inzwischen durch den langen Guerillakrieg und die Fahnenflucht tausender Soldaten geschwächt. Als die Föderalisten im April 1863 Coro einschlossen, waren die Konservativen zu Verhandlungen bereit. Am 22. Mai 1863 unterzeichneten Präsident José Antonio Páez und General Falcón namens der Föderalisten das Friedensabkommen von Coche (benannt nach einem Gut unweit von Caracas), das den Sieg der Liberalen besiegelte. Am 24. Dezember 1863 wählte das Parlament Falcón zum Präsidenten.

## Folgen
Während des Krieges starben 150.000 bis 180.000 Menschen – bei Kämpfen, an Hunger oder durch vom Krieg hervorgerufene Krankheiten. Das entsprach etwa einem Zehntel der Bevölkerung Venezuelas.
Für die Bauern, die den Großteil der aufständischen Truppen gestellt hatten, änderte sich fast nichts. Denn nach dem Tod von Ezequiel Zamora hatte eine Koalition aus Gutsbesitzern, städtischem Bürgertum und Caudillos den Aufstand in die Hand genommen. Zamora wollte die Todesstrafe und die Sklaverei abschaffen und das allgemeine Wahlrecht garantieren. Unter Falcón opferten die Liberalen die Ziele, für die die Bauern gekämpft hatten, ihren eigenen Interessen. José Loreto Arismendi sagte einmal, man habe fünf Jahre lang gekämpft, um Diebe durch Diebe zu ersetzen, Tyrannen durch Tyrannen.